# Папа и патриарх Александрийский и всей Африки

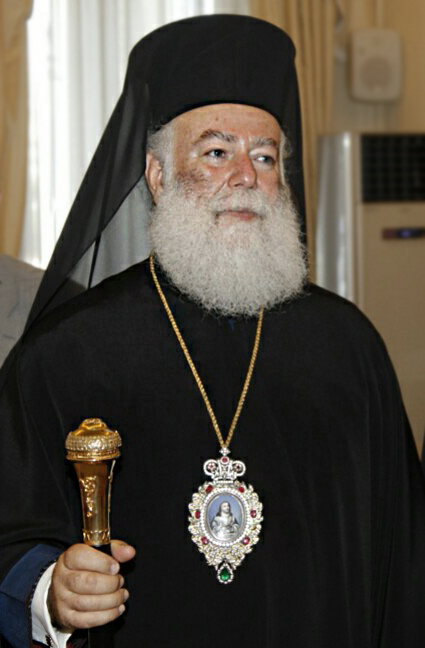
Папа и патриарх Александрийский Феодор II

Не следует путать с коптским Папой Александрийским. На эту тему нужно создать отдельную статью. 

Па́па и патриа́рх Александри́йский и всей А́фрики, полный титул — Его Божественное Блаженство Папа и Патриарх Великого Града Александрии, Ливии, Пентаполя, Эфиопии, всего Египта и всей Африки, Отец Отцов, Пастырь Пастырей, Архиерей Архиереев, Тринадцатый Апостол и Судия Вселенной (греч. Ἡ Αὐτοῦ Θειοτάτη Μακαριότης ὁ Πάπας καί Πατριάρχης τῆς Μεγάλης Πόλεως Ἀλεξανδρείας, Λιβύης, Πενταπόλεως Αἰθιοπίας, πάσης γῆς Αἰγύπτου καί πάσης Ἀφρικῆς, Πατήρ Πατέρων, Ποιμήν Ποιμένων, Ἀρχιερεύς Ἀρχιερέων, τρίτος καί δέκατος τῶν Ἀποστόλων καί Κριτής τῆς Οἰκουμένης) — официальный титул предстоятеля Александрийской Православной Церкви. Александрийская церковь — одна из древнейших, в диптихе Православных Церквей стоит второй, после Константинопольской и перед Антиохийской.
Из всех Православных патриархов только у патриарха Александрийского имеется титул Папы.

## История титула
Согласно шестому канону Первого Вселенского собора (325) и второму канону Второго Вселенского собора (381), власть Александрийского епископа распространялась «на весь Египет». До возвышения Константинополя Александрия была главным христианским центром на Востоке.
С середины III века Александрийский епископ носит почётный титул Папы. Первым предстоятелем Александрийской церкви, упомянутым как папа, был Иракл Александрийский (231—248). С 451 года за Александрийским епископом также утвердился титул патриарха.
С именем патриарха Феофила (Филофея) II связано предание о разрешении им около 1015 года спора византийского императора Василия II и патриарха Константинопольского Сергия II, за что Александрийский первосвятитель удостоился титула «Судии вселенной» (греч. Κριτής της Οικουμένης), получив право носить две епитрахили и тиару.
Патриарх Мелетий II (1926—1935) распространил юрисдикцию Александрийского патриархата на всю Африку, заменив[?] в титуле Александрийского патриарха слова «всего Египта» на «всей Африки».
C 9 октября 2004 года предстоятелем Александрийской Православной Церкви является Феодор II.